# Корсини, Катрин
Катрин Корсини (фр. Catherine Corsini; род. 18 мая 1956, Дре, Франция) — французская кинорежиссёр, сценарист и актриса.

## Биография
Катрин Корсини родилась 18 мая 1956 года в городе Дре, что в департаменте Эр и Луар во Франции. В 18 лет она переехала в Париж, где брала уроки актёрского мастерства в Антуана Витеза и Мишеля Буке.
Дебютный полнометражный фильм «Покер» Катрин Корсини поставила по собственному сценарию в 1987 году. Её фильмом 2001 года «Репетиция» был открыт 54-й Каннский международный кинофестиваль. Фильм Корсини «Три мира» (2010) был представлен на 65-м Каннском международном кинофестивале 2012 года в секции «Особый взгляд».
В 2015 году вышла драма Катрин Корсини о любовных отношениях двух женщин «Наше лето» с Сесиль де Франс и Изею Ижлен в главных ролях. В феврале 2016 лента была номинирована в двух категориях на получение французской национальной кинопремии «Сезар» — за лучшую женскую роль (Сесиль де Франс) и лучшую женскую роль второго плана (Ноэми Львовски).
В мае 2016 Катрин Корсини возглавила жюри программы «Золотая камера» на 69-м Каннском международном кинофестивале.

## Фильмография

### Режиссёрские работы
| Год  | Название                | Оригинальное название | Примечания                                                   |
| ---- | ----------------------- | --------------------- | ------------------------------------------------------------ |
| 1988 | Покер                   | Poker                 | полнометражный дебют                                         |
| 1994 | Влюбленные              | Les Amoureux          |                                                              |
| 1999 | Новая Ева               | La Nouvelle Ève       |                                                              |
| 2001 | Репетиция               | La répétition         |                                                              |
| 2003 | Знакомьтесь, ваша вдова | Mariées mais pas trop |                                                              |
| 2006 | Честолюбцы              | Les Ambitieux         |                                                              |
| 2009 | Влечение                | Partir                |                                                              |
| 2012 | Три мира                | Trois Mondes          |                                                              |
| 2015 | Наше лето               | La Belle Saison       |                                                              |
| 2018 | Невозможная любовь      | Un amour impossible   | номинация — премия «Сезар» за лучший адаптированный сценарий |
| 2021 | Перелом                 | La Fracture           | награда — Queer Palm                                         |